# 木戸泉酒造
木戸泉酒造（きどいずみしゅぞう）は、千葉県いすみ市にある日本酒を製造する酒蔵である。

## 概要
- 屋号：木戸泉酒造株式会社
- 住所：千葉県いすみ市大原7635-1

高温山廃モトという醸造法により、天然の生乳酸菌を使用して、高温で酒母を仕込む。調味薬品類を使用しない自然醸造をモットーとする蔵である。
1955年（昭和30年）より保存料として添加されていたサリチル酸を使わずに長期熟成の「古酒」を造る実験を開始し、1971年（昭和46年）に9年ものの長期熟成酒「オールド木戸泉」を発売するに至り、現在においても本格的に生産されている。

## 歴史
- 1879年（明治12年） - 初代が醤油、味噌や食品卸し、塩の元売り、漁業を営んでいたが新たに酒造業を開始。
- 1932年（昭和7年） - 2代目が家業を継ぐ。継承にあたり酒造と漁業権以外は親族や従業員に暖簾分けした。三代目が27歳で家業を継ぐ。終戦後、漁業権を大原漁業協同組合に譲渡し酒造業専業となる。
- 1952年（昭和27年） - 株式会社となる。資本金700万円。
- 1956年（昭和31年） - 高温山廃モトを導入し、日本酒の古酒の実現、ならびに防腐剤を使わないで長期間腐らない酒づくりに挑戦。
- 1966年（昭和41年） - 高温山廃モト導入より10年経過し、防腐剤を使わないでも劣化しない長期熟成酒の開発に成功した。
- 1971年（昭和46年） - 古酒「オールド木戸泉」（9年もの）を販売する。
- 1972年（昭和47年） - 一段仕込み多酸酒｢アフス」を発売する。
- 1976年（昭和51年） - 純米古酒「古今」を発売する。元昭和天皇侍従長入江相政が命名し、ラベル文字を揮毫する。
- 1977年（昭和52年） - 無農薬、無化学肥料の自然農法産米「五百万石」100%を使った自然酒の販売を開始。
- 1984年（昭和59年） - 荘司文雄が4代目を継承
- 2001年（平成13年） - アフスの仕込みを復活させる。
- 2002年（平成14年） - 秘蔵古酒シリーズを発売する。
- 2007年（平成19年） - リキュール類を初生産する。純米アフス仕込み梅酒「アフスウメフレーバー」を発売する。
- 2008年（平成20年） - ヴィンテージシリーズ古酒「玉響」の発売を開始する。
- 2016年（平成28年） - 荘司勇人が5代目を継承。

## 銘柄 (木戸泉)
商号は当初「泉藤」。その後茨城に「藤泉」という蔵があり「木戸泉」に改める。
- 古酒

純米古酒「古今」、濃厚多酸古酒「アフスオールドリザーブ」
- 純米酒

純米原酒、「自然舞」、「純米醍醐」、「DEEP GREEN」、「BLUISH PURPLE」
- 本醸造酒

「大原裸まつり」、「本醸」
- 普通酒

ぎんこん、醇醸
- 生酒

純米アフス（生・火入れ原酒）、白玉香（純米無濾過生原酒）、しぼったまんま（純米生原酒）、本生（本醸造生酒14度）
秋あがり（10～12月）、初しぼり（12月～本醸造無濾過生原酒）、活性にごり酒（12～2月）
しぼりたて生（12～3月）純米無濾過生原酒 総の舞・華吹雪・吟ぎんが・自然米山田錦

## 交通
鉄道
- JR外房線 - 大原駅